# Zwangsurlaub
Als Zwangsurlaub bezeichnet man einen vom Arbeitgeber, ohne vorherigen Antrag des Arbeitnehmers, verordneten Erholungsurlaub. Im deutschen Recht ist Zwangsurlaub jedoch nur unter bestimmten Voraussetzungen zulässig.

## Hintergrund
Eine zunehmende Zahl von Unternehmen spürt die Auswirkungen der Finanzkrise ab 2007, resultierend aus der Bankenkrise, und reagiert mit Zwangsurlaub und Kurzarbeit auf den Auftragsrückgang und die daraus resultierende geringe Auslastung in der Fertigung. Die deutsche Regierung verlängerte im Rahmen des Konjunkturpaketes I außerdem den Bezug von Kurzarbeitergeld auf 18 Monate. Auf diese Weise sollen Kündigungen vermieden werden.

## Gesetzlicher Rahmen
Bei Anordnung von Zwangsurlaub gelten in Deutschland die Grundsätze des Bundesurlaubsgesetzes (§ 13 Abs. 1 S. 3 BUrlG). Individuelle Urlaubswünsche des Arbeitnehmers sind vom Arbeitgeber jedoch nicht zu berücksichtigen, wenn dringliche Belange vorliegen.
Dies könnte beispielhaft auch die aktuelle wirtschaftliche Situation sein.
Ähnliches ergibt sich bei Betriebsferien, bei denen die Produktion des Betriebes stillsteht.
Während des Urlaubs und auch wenn Zeitwertkontenguthaben abgebaut werden, muss das Gehalt weiter gezahlt werden. Schicht- und Überstundenzulagen entfallen meist.
Ein ähnliches Instrument ist die Kurzarbeit.